# Вигарелло, Жорж
Жорж Вигарелло (фр. Georges Vigarello, 16 июня 1941, Монако) — французский историк и социолог, специалист по социологии медицины, социальной истории гигиены, здоровья и внешнего вида, ухода за собой, спорта и техник тела.

## Биография и карьера
В ранних работах испытал влияние Мишеля Фуко. Преподавал в Университете Париж VIII, Университете Париж IV Сорбонна. Руководит исследовательским направлением в Высшей школе социальных наук, содиректор Центра Эдгара Морена при Школе. Председатель научного совета Национальной библиотеки Франции.

## Монографии
- Чистое и грязное: гигиена тела от Средневековья до наших дней/ Le Propre et le Sale: L’hygiène du corps depuis le Moyen-Age, Paris, Éditions du Seuil, 1987 (международная премия г. Парма)
- Здоровое и больное. Здоровье и хорошее самочувствие от средних веков до наших дней/ Le Sain et le malsain, santé et mieux être depuis le Moyen Age, Paris, Seuil, 1993
- Страсть к спорту: история одной из областей культуры/ Passion sport: Histoire d’une culture, Paris, Éditions Textuel, 1999
- История изнасилований в XVI—XX вв./ Histoire du viol du XVIe au XXe siècle, Paris, Éditions du Seuil, 2000
- От древней игры к спортивному шоу. Рождение мифа/ Du jeu ancien au show sportif. La naissance d’un mythe, Paris, Éditions du Seuil, 2002
- История красоты: тело и искусство его украшения от Ренессанса до наших дней/ Histoire de la beauté: Le corps et l’art d’embellir de la Renaissance à nos jours, Paris, Éditions du Seuil, 2004
- Дрессированное тело/ Le corps redressé, Paris, Éditions Armand Colin, 2004
- Саркози: тело и душа президента/ Sarkozy: Corps et âme d’un président, Paris, Librairie Académique Perrin, 2008 (в соавторстве с Оливье Монженом)
- Метаморфозы толщины: история ожирения от Средневековья до XX столетия/ Les métamorphoses du gras: Histoire de l’obésité du Moyen Age au XXe siècle, Paris, Éditions du Seuil, 2010
- Прекрасная внешность/ La belle apparence, Paris, Éditions du CNRS, 2010 (с коллективом авторов)
- История тела/ Histoire du corps, tome 1, De la Renaissance aux Lumières, Paris, Éditions du Seuil, 2011 (в соавторстве с Аленом Корбеном и др.)
- Histoire du corps, tome 2, De la révolution à la grande guerre, Paris, Éditions du Seuil, 2011 (в соавторстве с Аленом Корбеном и др.)
- Histoire du corps, tome 3, XXe siècle. Les mutations du regard, Paris, Éditions du Seuil, 2011 (в соавторстве с Аленом Корбеном и др.)
- История мужественности/ Histoire de la virilité, tome 1, De l’antiquité aux lumières, L’invention de la virilité, Paris, Éditions du Seuil, 2011 (в соавторстве с Аленом Корбеном и др.)
- Histoire de la virilité, tome 2, Le triomphe de la virilité, Le XIXe siècle, Paris, Éditions du Seuil, 2011 (в соавторстве с Аленом Корбеном и др.)
- Histoire de la virilité, tome 3, La virilité en crise?, Le XXe-XXIe siècle, Paris, Éditions du Seuil, 2011 (в соавторстве с Аленом Корбеном и др.)

## Публикации на русском языке
- История тела/ Под редакцией Алена Корбена, Жан-Жака Куртина, Жоржа Вигарелло. Т. 1, 2, 3. М.: Новое литературное обозрение, 2012, 2014, 2016.
- Искусство привлекательности: История телесной красоты от Ренессанса до наших дней. — М.: Новое литературное обозрение, 2013.

## Признание
Труды Вигарелло переведены на многие языки, включая турецкий и китайский. Он — почётный доктор Лозаннского университета (2012).